# Bébé Apache
Bébé Apache è un cortometraggio muto del 1910 diretto da Louis Feuillade.

## Trama
Bebé e la sorellina decidono di vendicare il loro papà, attaccato da una banda di Apache, i teppisti parigini. Bebé si infiltra nella banda, guadagnandosi la fiducia della gang, e irretisce i malavitosi in una trappola.

## Produzione
Il film fu prodotto dalla Société des Etablissements L. Gaumont

## Distribuzione
Distribuito dalla Société des Etablissements L. Gaumont, uscì nelle sale cinematografiche francesi il 24 dicembre 1910.